# ニュー・シネマ・パラダイス
『ニュー・シネマ・パラダイス』（伊: Nuovo Cinema Paradiso）は、1988年のイタリアのドラマ映画。監督はジュゼッペ・トルナトーレ、出演はフィリップ・ノワレ、ジャック・ペラン、サルヴァトーレ・カシオなど。
中年を迎えた映画監督が、映画に魅せられた少年時代の出来事と青年時代の恋愛を回想する物語。感傷と郷愁、映画への愛情が描かれた作品である。後述の劇場公開版が国外において好評を博し、しばらく停滞期に入っていたイタリア映画の復活を、内外に印象付ける作品となった。映画の内容と相まってエンニオ・モリコーネの音楽がよく知られている。
スティーヴン・ジェイ・シュナイダーの『死ぬまでに観たい映画1001本』に掲載されている。

## あらすじ

### 劇場版
ローマ在住の映画監督・サルヴァトーレのもとにある晩、故郷の母から電話がきて、アルフレードが死んだことを告げる。サルヴァトーレはベッドの中で、昔の日々を思いだす。
第二次世界大戦終結から間もない頃、「トト」と呼ばれていた幼いサルヴァトーレ少年は、シチリア島の僻地の村で、母と妹と暮らしている。父は戦争に取られたきり消息不明。当時の彼の村では、中心にある広場に面した教会を間借りした小さな映画館だけが、唯一の娯楽施設だった。
外界から隔絶された村人たちにとって、その映画館は村の外に通じる、たった一つの窓だった。週末になり、劇場の灯が消えて古い映写機が回り出すと、アメリカ映画の中で描かれる想像を超えた豊かさや、保守的な村ではありえないロマンティックな男女関係など、目を丸くして見ている村人たちの前に、外の世界がやってくるのだった。
新作の輸入映画が封切られる夜、村人たちは映画館に集まってスクリーンに声援を送った。また本来あるべきラブシーンを教会の謹厳な司祭がカットさせた箇所では、揃ってブーイングを鳴らすのだった。
映画に魅了されたトトは何度も映写室に入り込んでいた。映写技師のアルフレードはその度にトトを叱り付けながらも親近感を寄せ、トトは映写機の操作を見様見真似で覚え始める。ある晩、映写中にフィルムの発火事故が発生し映画館は全焼。トトの必死の救助でアルフレードは一命を取り留めたが、火傷で視力を失った。やがて父親の戦死認定が下され、トトは新しく建て直された映画館「新パラダイス座（Nuovo Cinema Paradiso）」で子供ながら映写技師として働き、家計を支えるようになった。
年月が過ぎ、青年となったトトはムービーカメラを手に入れ、自分でも映画を撮影するようになる。駅で見かけた美少女エレナとの初恋を経てトトは徴兵されるが、除隊後村に帰ると映写室には別の男が座り、エレナは音信不通となっていた。落ち込むトトにアルフレードは「若いのだから外に出て道を探せ、村にいてはいけない、そして帰ってきてはいけない」と言いきかせる。「人生はお前が観た映画とは違う、もっと困難なものだ！」。トトはその言葉通り、列車でローマに向け旅立った。
それから30年。ローマで映画監督として成功し、中年となったトト＝サルヴァトーレは、アルフレードの葬儀に出席するため、年老いた母の待つ故郷の村に帰ってきた。そこで彼は「新パラダイス座」がすでに閉館し、建物の解体も近いことを知る。サルヴァトーレはアルフレードが彼に遺した形見を渡される。中身はフィルムの断片だった。
ローマに戻ったサルヴァトーレはそのフィルムを映写させる。それは遠い少年時代、彼が見たかった名作映画の中の、カットされたラブシーンの集成だった。サルヴァトーレは瞬くスクリーンを見上げながら、当時の追憶にふけるのだった。

### 完全版
故郷に戻った初老のサルヴァトーレは、カフェでエレナに生き写しの少女を見かけて動揺する。後を付けると、サルヴァトーレの幼馴染のボッチャがエレナと結婚し、娘が生まれていたことを知る。サルヴァトーレがエレナと再会し、なぜ駆け落ちの待ち合わせ場所にきてくれなかったのかと責めると、エレナはアルフレードに言づてを頼んだが断られたので、引っ越し先の住所とメッセージを上映メモの裏に記し、映写室の壁に残したのだと説明する。アルフレードはサルヴァトーレが村を離れて自分の道を進めるようにするため、エレナにサルヴァトーレと別れるよう説得していたのだった。経緯を知ったサルヴァトーレはアルフレードに怒りを感じるが、エレナは「私と結婚していたら素晴らしい映画は撮れていなかった」と言う。サルヴァトーレとエレナは車のなかでキスし、束の間に愛を確かめる。サルヴァトーレは埃だらけの映写室で無数の上映メモの束を調べ、ようやくエレナからのメッセージを読む。ふたたび村を離れる前にサルヴァトーレがエレナに電話をすると、エレナは「あの夜の夢は忘れましょう」と告げる。サルヴァトーレはローマに戻り、映写室でアルフレードからの形見のフィルムを観る。

## キャスト
| 役名                                     | 俳優                                                          | 日本語吹替                                                            | 日本語吹替                                                                                       | 日本語吹替 |
| 役名                                     | 俳優                                                          | フジテレビ版                                                          | ソフト版                                                                                         | 機内上映版 |
| ---------------------------------------- | ------------------------------------------------------------- | --------------------------------------------------------------------- | ------------------------------------------------------------------------------------------------ | ---------- |
| サルヴァトーレ・ディ・ヴィータ（少年期） | サルヴァトーレ・カシオ                                        | 亀井芳子                                                              | 亀井芳子                                                                                         | 小桜エツコ |
| サルヴァトーレ・ディ・ヴィータ（青年期） | マルコ・レオナルディ 伊語吹替：ファブリツィオ・マンフレーディ | 鳥海勝美                                                              | 鳥海勝美                                                                                         | 堀秀行     |
| サルヴァトーレ・ディ・ヴィータ（中年期） | ジャック・ペラン 伊語吹替：チェーザレ・バルベッティ           | 小川真司                                                              | 小川真司                                                                                         | 秋元羊介   |
| アルフレード                             | フィリップ・ノワレ 伊語吹替：ヴィットリオ・ディ・プリーマ     | 久米明                                                                | 久米明                                                                                           | 富田耕生   |
| エレナ（若年期）                         | アニェーゼ・ナーノ 伊語吹替：クラウディア・カターニ           | 鈴鹿千春                                                              | 鈴鹿千春                                                                                         | 榊原良子   |
| エレナ（中年期）※DC版のみ                | ブリジット・フォッセー 伊語吹替：ヴィットリア・フェッビ       | N/A                                                                   | 鈴木弘子                                                                                         | N/A        |
| マリア（中年期）                         | アントネッラ・アッティーリ                                    | 吉田理保子                                                            | 塩田朋子                                                                                         |            |
| マリア（壮年期）                         | プペッラ・マッジョ                                            | 京田尚子                                                              | 京田尚子                                                                                         |            |
| アデルフィオ神父                         | レオポルド・トリエステ                                        | 富山敬                                                                | 佐古正人                                                                                         | 伊井篤史   |
| スパッカフィーコ（パラダイス座支配人）   | エンツォ・カンナヴァーレ                                      | 増岡弘                                                                | 増岡弘                                                                                           |            |
| イグナチオ（劇場の案内人）               | レオ・グッロッタ                                              | 江原正士                                                              | 江原正士                                                                                         |            |
| アンナおばさん                           | イザ・ダニエーリ                                              | 秋元千賀子                                                            | 秋元千賀子                                                                                       |            |
| 鍛冶屋                                   | タノ・チマローザ                                              | 藤本譲                                                                | 藤本譲                                                                                           |            |
| 広場をうろつく男                         | ニコラ・ディ・ピント                                          | 千田光男                                                              | 千田光男                                                                                         |            |
| リア                                     | ロベルト・レーナ                                              | 安達忍                                                                | 安達忍                                                                                           |            |
| ペッピーノの父親                         | ニーノ・テルツォ                                              | 小島敏彦                                                              | 小島敏彦                                                                                         |            |
| その他                                   | N/A                                                           | 金野恵子 石森達幸 坂本千夏 伊藤栄次 幹本雄之 峰恵研 二又一成 秋元羊介 | 金野恵子 石森達幸 坂本千夏 伊藤栄次 幹本雄之 峰恵研 二又一成 秋元羊介 坂口賢一 深水由美 星野充昭 |            |

- フジテレビ版：初回放送1993年3月6日『ゴールデン洋画劇場』※本編ノーカット
  - 2000年8月11日に発売されたパイオニアLDCのDVDに収録。
- ソフト版：2002年3月22日に発売された完全オリジナル版DVDに初収録。
  - BDにも収録。
- 機内上映版：1991年製作。
  - 音源は2022年時点で現存が確認できず、同年9月9日に発売された4K UHD+Blu-rayのブックレットに情報のみ記載された[3]。

## スタッフ
- 監督・脚本：ジュゼッペ・トルナトーレ
- 製作：フランコ・クリスタルディ
- 音楽：エンニオ・モリコーネ

### 日本語版
| -              | フジテレビ版            | ソフト版                        | 機内上映版            |
| -------------- | ----------------------- | ------------------------------- | --------------------- |
| 演出           | 山形淳二 （フジテレビ） | 松岡裕紀                        | 左近允洋              |
| 翻訳           | 宇津木道子              | 金丸美南子                      | 山田小枝子 額田やえ子 |
| 調整           | 栗林秀年                | 荒井孝                          |                       |
| 効果           | 関根正治                |                                 |                       |
| 録音           | 鷹野豊                  |                                 |                       |
| 制作担当       | 広瀬洋子                |                                 | 吉田啓介              |
| プロデューサー |                         | 細谷衣里                        |                       |
| 制作           | ザック・プロモーション  | ACクリエイト アスミック・エース | グロービジョン        |

## 制作・エピソード

### 音楽
主題曲「Cinema Paradiso」はこれまでに各国のさまざまな企業のCMに使われているほか、テレビ番組でも頻繁に用いられる。イタリアのジャズ・トランペット奏者ファブリッツィオ・ボッソのアルバム『Nuovo Cinema Paradiso』、パット・メセニーとチャーリー・ヘイデンのデュオ作『ミズーリの空高く』、クリス・ボッティのアルバム『When I Fall in Love』など多くのミュージシャンがカバーしている。日本では、ギタリストの渡辺香津美がアコースティック・ギターをメインに用いた『おやつ』、 大賀好修がB'zの松本孝弘のソロ・ワークス『Theatre of Strings』でカバーしている。

### 劇場公開版と完全版
本作はいくつかのバージョンで発表されている。日本では173分版と123分版が公開・ソフト化されている。
- 173分: 「ディレクターズ・カット版」、DVD・ブルーレイでは「完全オリジナル版」
- 155分: イタリアで上映された「オリジナル版」
- 123分[5]（124分[6]とされることもある）: インターナショナル版、「劇場公開版」、DVDでは「SUPER HI-BIT EDITION デジタル・リマスター版」

短縮版（「劇場公開版」）と長尺版では、映画の主題が大きく異なっている。短縮版では映画館「パラダイス座」が物語の中心となるのに対し、長尺版では主人公の人生に焦点が置かれており、青年期のエレナとの恋愛や壮年期の帰郷後の物語が丹念に描かれる。
1988年にイタリアで劇場公開された「オリジナル版」の上映時間は155分だった。しかし興行成績が振るわなかったため、ラブシーンやエレナとの後日談をカットして123分に短縮されて国際的に公開され、成功を収めた。このバージョンの編集も監督本人が手がけている。
2002年には、173分のディレクターズ・カット版が公開された。もともとの123分版にはエレナの母親が立ち姿でトトと電話で話をしているシーンが含まれるが、公開・ソフト化されたものにその場面は収録されていない。本当の意味で完全版に一番近いフィルムは現在フィレンツェ某所に存在する。このフィルムは、2006年フィレンツェで開催した「フランス映画2006」で上映されている。

### エピソード

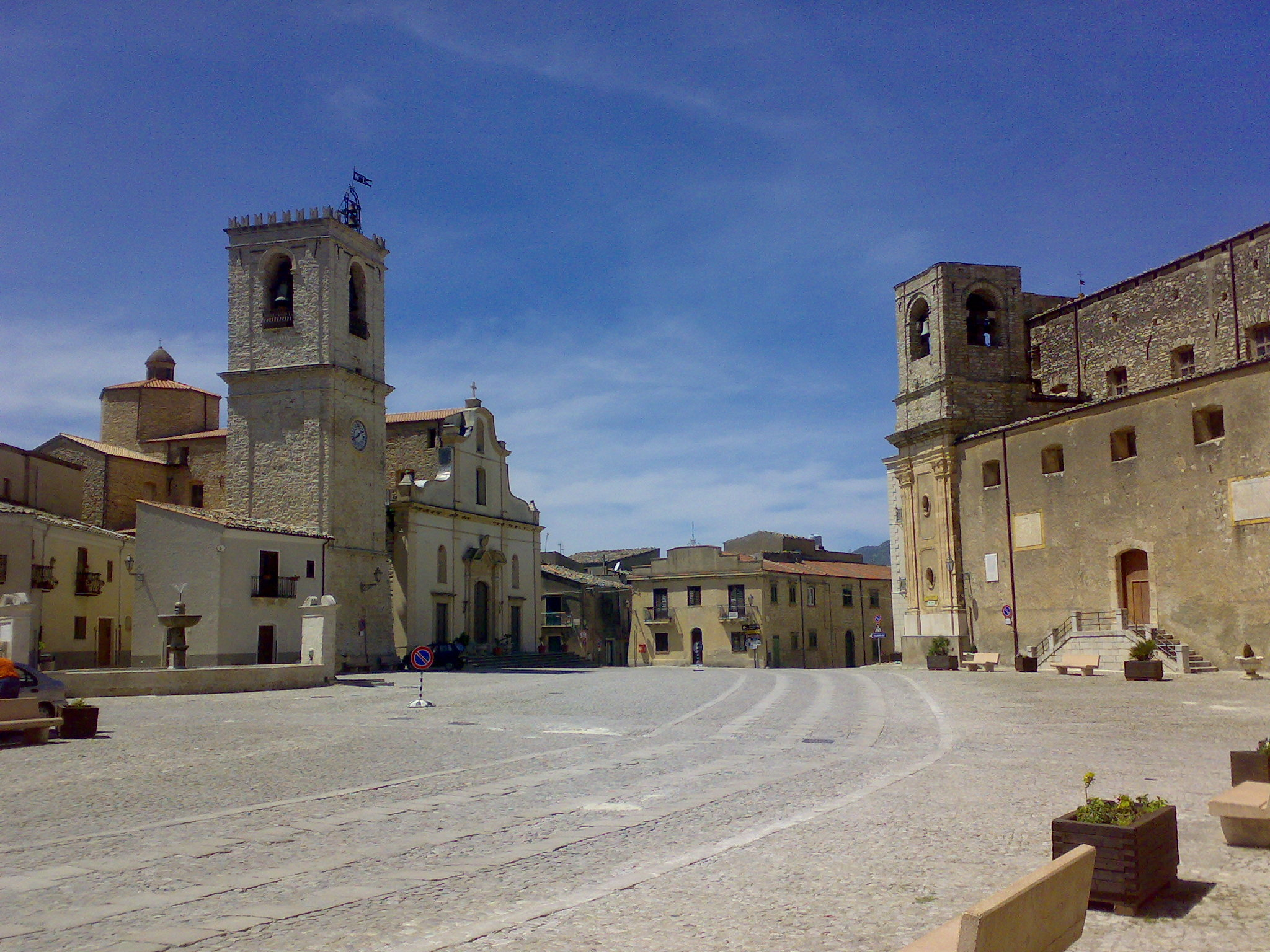
ロケ地となったパラッツォ・アドリアーノ

- 映画の舞台となったシチリア島の「ジャンカルド村」は架空の村で、撮影はパラッツォ・アドリアーノで行われた。現在でもこの村を訪れると映画に登場する広場や町並みを見学できる。ちなみにムニチピオ脇のニューシネマパラダイス館にはカシオの従兄弟（Salvatore Dideo）他スタッフ数名が常駐し、申し出ればパラダイス座の客席として使われた教会内部、アルフレードの家（玄関）、トトの家（玄関）などを無償で案内してくれる。同村は内陸にあるため、海岸のシーンはチェファルやバゲリーア周辺、少年トトの通う学校はカステルブオーノ、トトとアルフレードの今生の別れとなった「ジャンカルド駅」はラスカリ駅 (it:Stazione di Lascari-Gratteri) で撮影された[7]。
- 日本国内のみ限定10,000部発売された15周年 アニバーサリー メモリアル コレクション（DVD-BOX）が一人の日本人によって前出のニューシネマパラダイス館へ寄贈されている。

- 2008年1月26日にテレビ東京で放映された『地球街道』イタリア特集では、作曲家の千住明がパラッツォ・アドリアーノを訪れ、子供時代のトトを演じたサルヴァトーレ・カシオ本人と会っている。
- カシオは現在実業家（2軒のスーパーマーケットのオーナー※2007年現在）であり、依頼があれば映画・テレビ番組に出演している。
- ラストシーンの映像技師の役は、ジュゼッペ・トルナトーレ監督によるカメオ出演である。元々は映画監督のフェデリコ・フェリーニに出演を頼んだが断られている。
- 後年のエレナ役をシルヴァーナ・マンガーノに依頼する考えでいたが、本人の体調が芳しくなくオファーを断念している。
- 主人公サルヴァトーレの愛称「トト」は、イタリアの喜劇王「トト」に由来。作中でも彼の出演映画が上映されている。
- 映画中の音声は、すべてアフレコによる録音である。

### 作中に登場する映画
- どん底
- 駅馬車
- 揺れる大地
- チャップリンの拳闘
- 無法者の掟
- にがい米
- 白い酋長
- ジキル博士とハイド氏
- 風と共に去りぬ
- ヴィッジュの消防士たち
- アンナ
- CATENE（作中題「絆」）
- 素直な悪女
- 掠奪された七人の花嫁
- 白夜 (1957年の映画)
- 青春群像
- 貧しいが美しい男たち
- ユリシーズ
- さすらい
- 嘆きの天使
- 街の灯
- 激怒
- 白雪姫
- カサブランカ
- 戦場よさらば
- ロビンフッドの冒険
- 素晴らしき哉、人生!
- ベリッシマ
- 夏の嵐
- マンボ
- ヨーロッパ1951年
- ウンベルト・D
- サリヴァンの旅
- 越境者
- 郵便配達は二度ベルを鳴らす
- ならず者
- 黄金狂時代
- 熱砂の舞
- ノックアウト
- ナポリの黄金
- シーク (映画)
- ローマの休日
- ヒズ・ガール・フライデー
- グランド・ホテル
- 美女と野獣
- 玩具の国
- 底抜け極楽大騒動
- 丘の羊飼い

## 作品の評価

### 映画批評家によるレビュー
Rotten Tomatoesによれば、批評家の一致した見解は「『ニュー・シネマ・パラダイス』は青春、郷愁、そして映画そのものの力に対して人生を肯定する頌歌である。」であり、79件の評論のうち高評価は90%にあたる71件で、平均点は10点満点中8点となっている。
Metacriticによれば、21件の評論のうち、高評価は18件、賛否混在は3件、低評価はなく、平均点は100点満点中80点となっている。

### 受賞歴
- 1989年、カンヌ国際映画祭審査員グランプリ
- 1989年、アカデミー外国語映画賞
- 1989年、ゴールデングローブ賞外国語映画賞
- 1990年（英語版）、英国アカデミー賞主演男優賞（フィリップ・ノワレ）、助演男優賞（サルヴァトーレ・カシオ）、オリジナル脚本賞（ジュゼッペ・トルナトーレ）、作曲賞（エンニオ・モリコーネ、アンドレア・モリコーネ（イタリア語版））、非英語作品賞

### 日本公開時におけるエピソード
日本における本作品の初公開は、1989年12月であった。当時、東京・銀座4丁目、和光裏にある200数席ほどのシネスイッチ銀座において、40週におよぶ連続上映を行った。さほど大きくないこの劇場において、動員数約27万人、売上げ3億6900万円という驚くべき興行成績を収めた。この記録は、単一映画館における興行成績としては、2021年現在においても未だ破られていない。

## DVD
日本では、DVDはバージョンの異なる2種類がアスミック・エースから同時に発売された。いずれも一般的な片面2層。この2枚をセットにしたツインパックは限定発売。
- 劇場公開版：SUPER HI-BIT EDITIONと銘打ち、字幕のみで吹き替え無し。画質を重視した為、正規版には珍しく特典映像を収録しない。
- ディレクターズ・カット版：完全オリジナル版と銘打ち、吹き替え、特典映像有り。
- 劇場公開15周年を記念するアニヴァーサリーボックスを10000セット限定で販売。

ほかに、大型本『世界名作シネマ全集 第24巻 ヨーロッパ映画の秀作』の付属DVDとして映画『道』とともに劇場公開版が収録されている（日本語吹き替え、予告映像あり）。